# Utetheisa pulchelloides
Utetheisa pulchelloides (tên tiếng Anh: Bướm đêm Heliotrope) là một loài bướm đêm thuộc phân họ Arctiinae, họ Erebidae. Nó được tìm thấy ở Indo-Australian region bao gồm Borneo, Hồng Kông, New Zealand, Papua, Seychelles và hầu hết Úc.
Ấu trùng ăn Argusia argentea, Echium plantagineum, Heliotropium arborescens và Myosotis arvensis.

## Hình ảnh

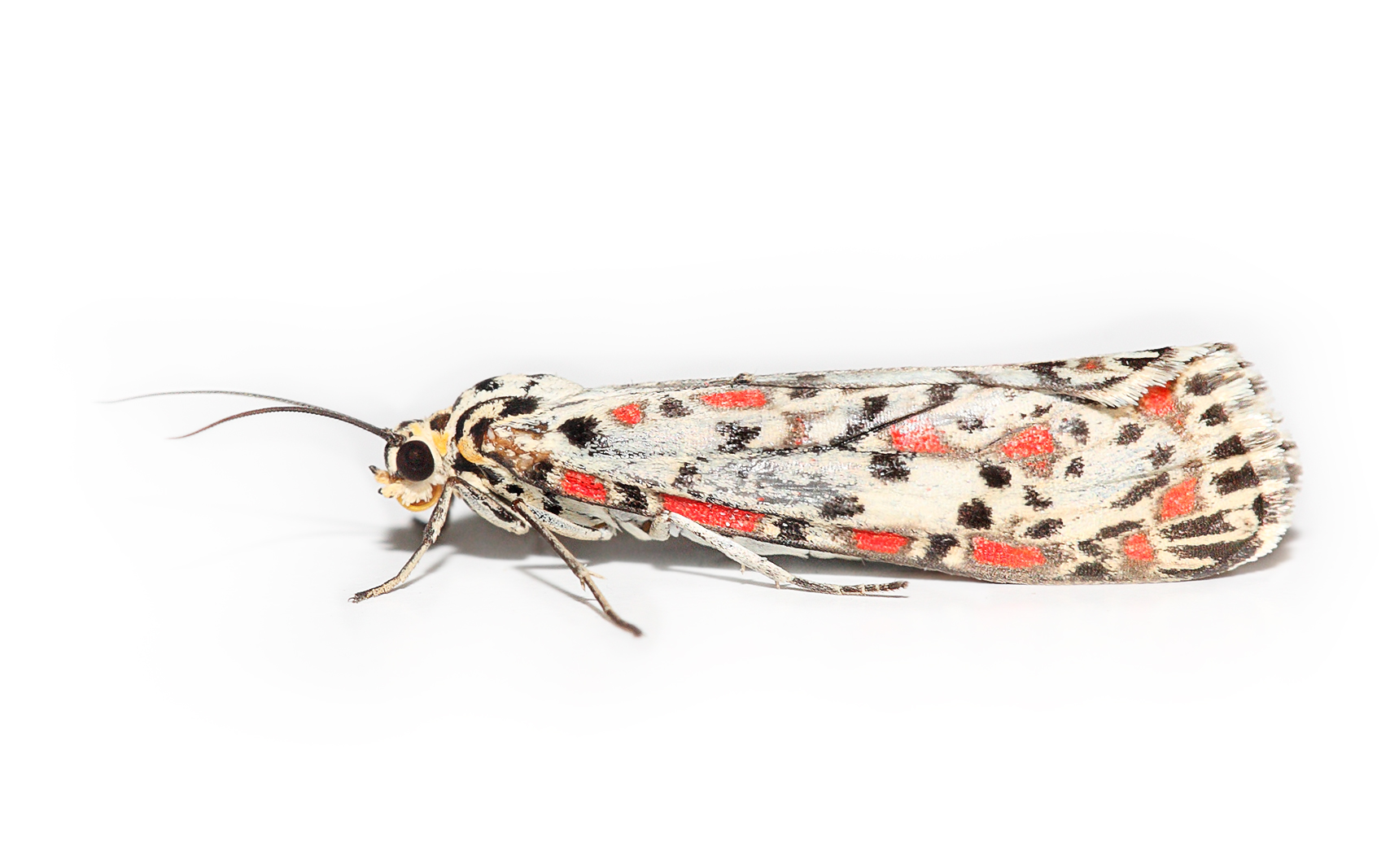
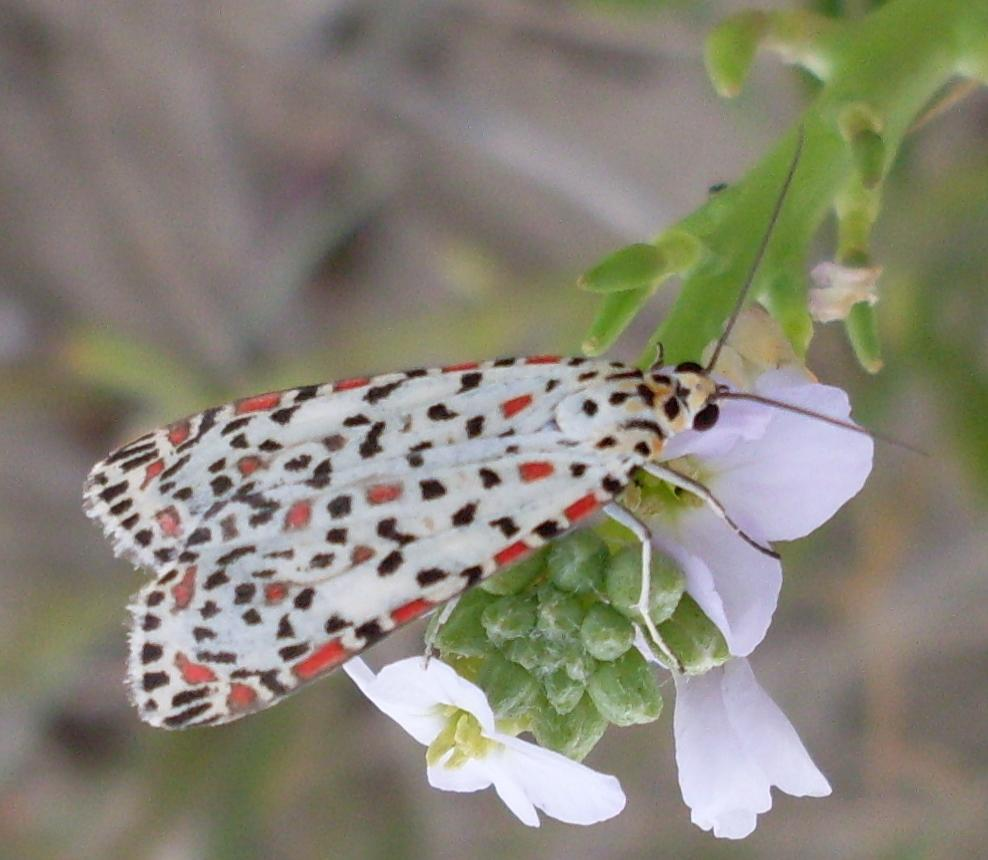
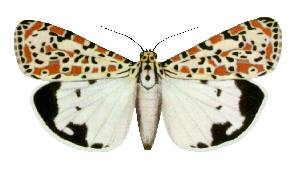
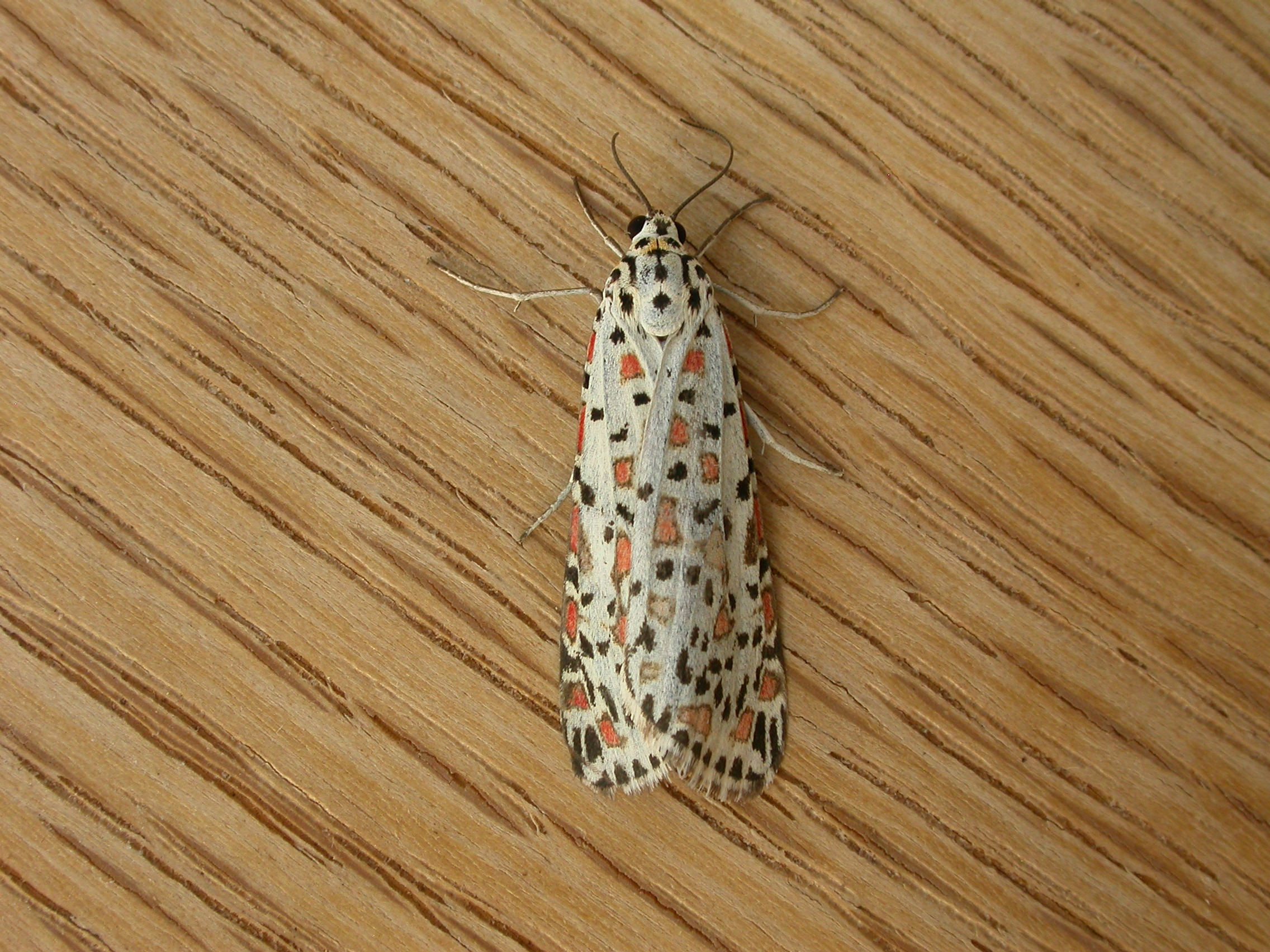